# Køgevej (Faxe)
 Køgevej  er en to sporet omfartsvej der går vest om Faxe. Vejen er en del af sekundærrute 209 der går imellem Præstø og Køge, og sekundærrute 154 der går imellem Sydmotorvejen E55/E47 og Faxe.
Den er med til at lede trafikken der skal mod Køge eller Præstø, uden om Faxe Centrum, så byen ikke bliver belastet af for meget trafik.
Vejen forbinder Køgevej i syd med Køgevej i nord, og har forbindelse til Faxe Havnevej, Rønnedevej og Egedevej.